# Český Rudolec
Český Rudolec är en ort i Tjeckien.   Den ligger i regionen Södra Böhmen, i den centrala delen av landet, 130 km sydost om huvudstaden Prag. Český Rudolec ligger 512 meter över havet och antalet invånare är 1 004.
Terrängen runt Český Rudolec är lite kuperad.Runt Český Rudolec är det ganska glesbefolkat, med 38 invånare per kvadratkilometer. Närmaste större samhälle är Dačice, 8,3 km öster om Český Rudolec. I omgivningarna runt Český Rudolec växer i huvudsak blandskog.